# Nothochilus coccineus
Nothochilus coccineus là loài thực vật có hoa thuộc họ Cỏ chổi. Loài này được Radlk. mô tả khoa học đầu tiên năm 1889.